# Apsint
Apsint je liker koji se proizvodi od gorskog pelina, anisa i komorača s volumnim udjelom alkohola i do 74 posto.
Iako je točno porijeklo apsinta nejasno, prema nekim navodima prvi ga je proizveo dr. Pierre Ordinaire 1792. godine kao lijek protiv dizenterije i malarije. Napitak ubrzo dobiva nadimak La Fée Verte ili "zelena vila", zbog svoje specifične boje. Ovaj lijek ubrzo postaje omiljeno piće, pogotovo među francuskim vojnicima u Sjevernoj Africi, koji su u apsint počeli dodavati anis kako bi mu popravili okus. Francuska riječ absinthe koja može značiti apsint ili rjeđe samu biljku pelina, potječe od riječi absinthium koja je pak latinizirana inačica grčke, izvorne riječi ἀψίνθιον (apsínthion), u približnom prijevodu nepitak ili također sama biljka pelin.
Apsint počinje stjecati sve veću popularnost i uskoro ga prihvaćaju umjetnici i pripadnici visokog društva. 
Najveću popularnost doživljava u razdoblju od 1880. do 1914., a samo 1910. popijeno je više od 36 milijuna litra tog pića. Osim u Francuskoj, konzumiranje apsinta brzo se proširilo i u Sjedinjenim Američkim Državama, najviše u New Orleansu, gradu s francuskim korijenima. Američke vlasti zabranjuju apsint 1912. zbog velikog broja alkoholičara, a 1920. započinje doba prohibicije, potpune zabrane alkohola.
Sljedeći primjer SAD-a, uskoro i ostale države zabranjuju apsint, a Francuska uvodi zabranu 1915. No piće je bilo toliko popularno da se i dalje prodavalo. Proizvođači su se na razne načine smišljali kako prikriti činjenicu da ne prodaju apsint. Neki su išli čak toliko daleko da su apsint prodavali kao tonik za kosu. Zanimljivo je da apsint nikada nije bio zabranjivan u Velikoj Britaniji, niti u Španjolskoj.
Francuska, međutim, ponovno obnavlja proizvodnju tog slavnog kontroverznog pića. Tako François Guy, nasljednik poznate destilerije iz Pointiers, ponovno počinje proizvoditi apsint, no njegov napitak mora biti znatno blaži od svojih "originalnih" prethodnika. U litri pića količina tujonea – neurotoksina koji se neosnovano smatrao glavnim krivcem za halucinacije uživatelja apsinta – ne smije biti veća od 10 mg, jer je tujon u većim količinama toksičan za bubrege i jetru, te može izazvati konvulzije.
Danas većina država osim Švicarske nema službenu definiciju apsinta, zbog čega proizvođači smiju označiti bilo kakvo piće apsintom.
Apsint se pije na specifičan način. U visoku čašu ulije se malo apsinta, a zatim se na žlicu na kojoj je šećer, lagano dolijeva hladna voda, koja treba polako kapati u čašu s apsintom. Pravilo je na svaku mjeru apsinta dodati tri do pet mjera vode. Svaka kap pretvara se u blještavobijelu pahuljicu u zelenom apsintu. Šećer služi za ublažavanje gorčine pelina, a sama metoda pripremanja daje piću dodatnu čar. New Orleans old apsinth house bila je poznata po velikoj fontani iz koje je stalno kapala hladna voda u čaše s apsintom.
Mnogi umjetnici i poznate osobe obožavali su apsint. Slikar Toulouse-Lautrec radio je poseban koktel, koji je nazvaoun tremblement de terre (potres), a koji se sastojao od apsinta i konjaka. Umjesto vode, apsint se može miješati i s crnim ili bijelim vinom, a neki ga piju čistog. Oscar Wilde (Oscar Wilde), jedan od uživalaca ovog neobičnog pića, jednom je napisao: "Prvi stupanj opijanja apsintom nije ništa posebno, u drugom vam se počinju priviđati čudovišne i okrutne stvari, ali ako izdržite, na kraju ćete doći do završnog stupnja i tada ćete vidjeti stvari koje želite vidjeti – prekrasne, neopisive stvari".